# Plectris globulicollis
Plectris globulicollis är en skalbaggsart som beskrevs av Frey 1973. Plectris globulicollis ingår i släktet Plectris och familjen Melolonthidae. Inga underarter finns listade i Catalogue of Life.